# Blanchardville
Blanchardville è un villaggio degli Stati Uniti d'America situato tra le contee di Iowa e Lafayette nello Stato del Wisconsin. La popolazione era di 825 persone al censimento del 2010. Di questi, 648 abitavano nella contea di Iowa, e 177 abitavano nella contea di Lafayette.
La porzione di Blanchardville nella contea di Iowa fa parte dell'area statistica metropolitana di Madison.

## Storia
La comunità era originariamente abitata dai membri della Chiesa di Gesù Cristo dei Santi degli Ultimi Giorni (Strangite) nei primi anni del 1840, che la chiamarono Zarahemla. I coloni mormoni estraevano il piombo dalle miniere e alleviavano. Il primo mulino a Blanchardville venne costruito nel 1840.
Nel 1856, Alvin Blanchard decise di spostare la zona della sua fattoria vicino a Dodgeville. Insieme a Cyrus Newkirk, ha intrecciato il villaggio che attualmente porta il suo nome nel 1857. Il villaggio ha ricevuto il suo primo ufficio postale l'anno successivo.

## Geografia fisica
Blanchardville è situata a 42°48′37″N 89°51′42″W (42.810392, -89.861631).
Secondo lo United States Census Bureau, ha un'area totale di 0,50 miglia quadrate (1,29 km²).

## Società

### Evoluzione demografica
Secondo il censimento del 2010, c'erano 825 persone.

### Etnie e minoranze straniere
Secondo il censimento del 2010, la composizione etnica della città era formata dal 98,9% di bianchi, lo 0,1% di afroamericani, lo 0,2% di asiatici, lo 0,2% di altre razze, e lo 0,5% di due o più etnie. Ispanici o latinos di qualunque razza erano l'1,2% della popolazione.